# 바트당
아랍사회주의 부흥당(── 社會主義復興黨, 아랍어: حزب البعث العربي الاشتراكي 히즈브 알바트 알아라비 알이시티라키[*]), 속칭 바트당(아랍어: حزب البعث, Hizbul-Ba'ath)은 1940년 다마스쿠스에서 시리아의 지식인 미셸 아플라크가 창설한 정당이다. 본래, 이 정당은 모든 아랍 국가를 하나의 나라로 통일하는 동시에 당시 아랍 지역을 지배하고 있었던 서구 식민 지배에 투쟁하기 위한 아랍 민족주의 및 세속주의 운동이었다. 아랍어로 ‘바트(بعث)’라는 말은 아랍어에서 '부흥' 또는 '재건'을 뜻하는 말이다.
대체로 개량적 아랍 사회주의, 아랍 민족주의, 범아랍주의, 세속주의를 정치적 주장으로 내세우고 있으며, 이슬람 원리주의와는 대립 관계이다. 정통 아랍사회주의에 속하는 나세르주의와는 여러 가지 차이가 있다.
이 당의 표어는 "통일, 자유, 사회주의"(아랍어로 wahda, hurriya, ishtirakiya)이다. 통일이란 아랍 민족의 통일을, 자유는 외세의 지배와 간섭으로부터의 자유를 뜻하며, 바트당이 표방하는 사회주의는 보편적인 의미인 정통 사회주의나, 마르크스-레닌주의가 아니며, 아랍민족주의와 사회주의(생산수단 국유화 등을 주장하는)의 결합인 아랍 사회주의를 뜻한다.

## 역사
1940년 시리아의 다마스쿠스에서 창당된 바트당은 1947년 4월 7일에 제1차 당대회를 다마스쿠스에서 개최한 이래 점차 아랍 각국에 세력을 넓혀, 1949년 팔레스타인, 1951년 레바논, 1952년 이라크, 1954년 요르단, 1958년 남예멘, 1964년 수단에 각각 지부를 두어 범아랍 정당으로 기능했지만(카타르와 튀니지에서는 불법화), 그 중에서 가장 강력한 것은 시리아와 이라크의 당이었다. 두 나라에서 바트당은 모두 1963년에 권력을 잡았다. 그러나 이후 이라크의 바트당은 시리아의 영향에 드는 것을 싫어해 다마스쿠스의 지도(指導)에서 이탈, 서로 당의 정통성을 놓고 경쟁하게 된다. 이후 레바논을 제외한 아랍 각국의 바트당은 이라크의 영향력 하에 들게 된다.

### 이라크의 바트당

바트당 시대, 이라크의 국기 가운데에 있는 세 별의 의미는 바트당의 슬로건인 '통일, 자유, 사회주의'로 바뀌었다.

### 기타 아랍 각국의 바트당
레바논에서는 같은 바트당이 시리아파와 이라크파로 분열되었다. 이라크파는 2003년의 이라크 전쟁 이후 와해되었다가 2006년에 다시 재생하였다.
요르단에서는 1954년에 지부가 결성되었지만 이후 비합법 정당이 되었다. 1993년에 이라크의 바트당과 차별화하기 위해 당명을 '요르단 아랍사회주의 바트당'으로 개칭하였다.
예멘과 팔레스타인에서도 바트당 조직이 둘로 분열되었다. 현재도 이라크의 당을 지원하는 것은 요르단과 예멘의 바트당이다.
그 외에도 수단과 모리타니, 바레인에도 약소 정당으로서 존재한다.

## 주요 당원

### 시리아
- 하페즈 알아사드
- 바샤르 알아사드

### 이라크
- 사담 후세인
- 타리크 아지즈
- 이자트 이브라힘

## 같이 보기
- 바트주의